# Forte Masua
Il forte Masua è una fortezza costruita dal Genio militare del Regio Esercito italiano tra il 1884 ed il 1885 e sorge in località Masua, nel comune di Fumane, provincia di Verona sui monti Lessini ad un'altezza di 920 metri slm.
Faceva parte del sistema difensivo della Lessinia, posto a nord della città di Verona, dopo l'annessione del Veneto nel 1866 al Regno d'Italia a protezione di un'eventuale invasione da parte dell'Impero austro-ungarico.

## Storia
L'opera faceva parte del sistema difensivo della fortezza di Verona nel settore sinistro Adige, costruito per difendere la frontiera con l'Impero austro-ungarico. Era il punto più avanzato di tutto l'intero sbarramento. Fu costruito tra il 1883 e il 1884 in pietra. Dopo il 1910 fu modernizzato con l'aggiunta di un blocco di batterie in calcestruzzo con sei cupole corazzate girevoli. 
Nella prima guerra mondiale si trovò lontano dal fronte e nel 1916 fu disarmato e in seguito utilizzato come deposito. Tra le due guerre fu ceduto a un privato.

## Struttura
Il forte era stato costruito con la pietra locale, il rosso ammonitico, con una pianta poligonale.
La sua posizione sulla dorsale del monte Masua permetteva il controllo della sottostante Vallagarina (Val d'Adige), delle pendici orientali del monte Baldo e di tutta la Lessinia occidentale.
La sua visuale spaziava dal forte San Marco al forte Santa Viola.
È una struttura di ingegneria militare di grande eleganza, ed al tempo della sua edificazione rappresentava il massimo dell'efficienza costruttiva in una struttura di questo tipo.

## Armamento
L'armamento era composto da sei cannoni da 149 A in cupola corazzata girevole in acciaio con spessore 140 mm. con campo di tiro di 360°, e da quattro cannoni da 87 B.
In un sistema di caverne, con le bocche che si aprivano sulla Vallagarina, poste a nord del forte vi erano posizionati sei obici da 120 e quattro cannoni da 87 .

## Sistema difensivo della Lessinia
Il forte Masua era il forte più ad occidente del sistema difensivo della Lessinia, che con il forte Monte Tesoro, il forte Santa Viola, il forte San Briccio ed il forte Castelletto rappresentavano la difesa dell'altopiano dei Lessini a nord della città di Verona. Durante la prima guerra mondiale nessuno dei suddetti forti è stato coinvolto in combattimenti.

## Stato di conservazione
È di proprietà privata, in cattivo stato di conservazione nella parte interna.